# بيل يفبفر
بيل يفبفر (بالإنجليزية: Bill Lefebvre) هو لاعب كرة قاعدة أمريكي، ولد في 11 نوفمبر 1915 في ويست وارويك في الولايات المتحدة، وتوفي في 19 يناير 2007 في لارغو في الولايات المتحدة.

## وصلات خارجية
- بيل يفبفر على موقعبيزبول رفرنس.كوم (الدوري الرئيسي) (الإنجليزية)
- بيل يفبفر على موقع جمعية أبحاث البيسبول الأمريكية (الإنجليزية)